# Palmerston North
Palmerston North es una ciudad neozelandesa, la mayor de la región Manawatu-Wanganui (alrededor de 80.000 habitantes), ubicada junto al río Manawatu. Es sede de la Universidad Massey, y la segunda ciudad no costera más grande de Nueva Zelanda. Fue fundada en 1866.
El nombre original de la ciudad era "Palmerston", nombrado así en honor del Vizconde Palmerston, Henry John Temple, primer ministro del Reino Unido entre los años 1855 y 1865. El sufijo "North" se agregó en 1871 para distinguirlo del pueblo Palmerston en la Isla Sur. 
La ciudad está situada en las orillas del río Manawatu, el que tiene su origen en la sierra Ruahine. La ciudad está construida alrededor de "The Square", que es un parque bonito y un lugar de encuentro muy popular entre los lugareños.
El clima de Palmerston North es bastante suave. Durante el invierno hay escarchas casi todas las noches pero no son muy fuertes, solo alrededor de -2 grados Celsius. A pesar de esto durante el día la temperatura casi siempre sube sobre 10 grados Celsius. A veces soplan vientos fuertes que pueden hacer que el frío se sienta mucho más. Los veranos son bastantes calurosos. Normalmente la temperatura varía entre 20 y 30 grados Celsius. Puede llover durante cualquier época del año.

## Clima
| Parámetros climáticos promedio de Palmerston North (normales 1981–2010) | Parámetros climáticos promedio de Palmerston North (normales 1981–2010) | Parámetros climáticos promedio de Palmerston North (normales 1981–2010) | Parámetros climáticos promedio de Palmerston North (normales 1981–2010) | Parámetros climáticos promedio de Palmerston North (normales 1981–2010) | Parámetros climáticos promedio de Palmerston North (normales 1981–2010) | Parámetros climáticos promedio de Palmerston North (normales 1981–2010) | Parámetros climáticos promedio de Palmerston North (normales 1981–2010) | Parámetros climáticos promedio de Palmerston North (normales 1981–2010) | Parámetros climáticos promedio de Palmerston North (normales 1981–2010) | Parámetros climáticos promedio de Palmerston North (normales 1981–2010) | Parámetros climáticos promedio de Palmerston North (normales 1981–2010) | Parámetros climáticos promedio de Palmerston North (normales 1981–2010) | Parámetros climáticos promedio de Palmerston North (normales 1981–2010) |
| Mes                                                                     | Ene.                                                                    | Feb.                                                                    | Mar.                                                                    | Abr.                                                                    | May.                                                                    | Jun.                                                                    | Jul.                                                                    | Ago.                                                                    | Sep.                                                                    | Oct.                                                                    | Nov.                                                                    | Dic.                                                                    | Anual                                                                   |
| ----------------------------------------------------------------------- | ----------------------------------------------------------------------- | ----------------------------------------------------------------------- | ----------------------------------------------------------------------- | ----------------------------------------------------------------------- | ----------------------------------------------------------------------- | ----------------------------------------------------------------------- | ----------------------------------------------------------------------- | ----------------------------------------------------------------------- | ----------------------------------------------------------------------- | ----------------------------------------------------------------------- | ----------------------------------------------------------------------- | ----------------------------------------------------------------------- | ----------------------------------------------------------------------- |
| Temp. máx. media (°C)                                                   | 23.0                                                                    | 23.5                                                                    | 21.5                                                                    | 18.6                                                                    | 15.8                                                                    | 13.3                                                                    | 12.7                                                                    | 13.5                                                                    | 15.3                                                                    | 16.7                                                                    | 18.3                                                                    | 20.9                                                                    | 17.8                                                                    |
| Temp. media (°C)                                                        | 17.8                                                                    | 18.3                                                                    | 16.4                                                                    | 13.6                                                                    | 11.4                                                                    | 9.1                                                                     | 8.6                                                                     | 9.2                                                                     | 11.0                                                                    | 12.4                                                                    | 13.8                                                                    | 16.2                                                                    | 13.1                                                                    |
| Temp. mín. media (°C)                                                   | 12.5                                                                    | 13.0                                                                    | 11.2                                                                    | 8.6                                                                     | 6.9                                                                     | 4.9                                                                     | 4.6                                                                     | 5.0                                                                     | 6.6                                                                     | 8.1                                                                     | 9.3                                                                     | 11.5                                                                    | 8.5                                                                     |
| Precipitación total (mm)                                                | 55.0                                                                    | 67.8                                                                    | 51.8                                                                    | 65.9                                                                    | 71.5                                                                    | 95.1                                                                    | 82.5                                                                    | 76.9                                                                    | 86.1                                                                    | 96.4                                                                    | 80.9                                                                    | 87.5                                                                    | 918.2                                                                   |
| Días de precipitaciones (≥ 1.0 mm)                                      | 7.1                                                                     | 6.9                                                                     | 7.7                                                                     | 8.2                                                                     | 9.9                                                                     | 12.2                                                                    | 11.6                                                                    | 13.0                                                                    | 11.9                                                                    | 11.8                                                                    | 10.3                                                                    | 11.1                                                                    | 121.7                                                                   |
| Horas de sol                                                            | 212.4                                                                   | 191.0                                                                   | 173.5                                                                   | 145.6                                                                   | 109.3                                                                   | 79.1                                                                    | 103.8                                                                   | 119.9                                                                   | 124.2                                                                   | 142.6                                                                   | 165.3                                                                   | 176.7                                                                   | 1743.5                                                                  |
| Humedad relativa (%)                                                    | 75.3                                                                    | 77.7                                                                    | 79.4                                                                    | 81.2                                                                    | 85.8                                                                    | 86.8                                                                    | 86.8                                                                    | 84.6                                                                    | 79.7                                                                    | 80.5                                                                    | 76.7                                                                    | 76.0                                                                    | 80.9                                                                    |
| Fuente: NIWA Climate Data                                               |                                                                         |                                                                         |                                                                         |                                                                         |                                                                         |                                                                         |                                                                         |                                                                         |                                                                         |                                                                         |                                                                         |                                                                         |                                                                         |

## Demografía
Según el censo de 2006, Palmerston Norte tenía una población de 75.543, un incremento de 3.507 personas (un 4.9%) desde el censo de 2001. Había 27.849 viviendas ocupadas, 1.662 viviendas desocupadas y 189 viviendas en construcción.
De la población, 36.345 personas (el 48,1%) eran hombres y 39.192 (el 51,9%) eran mujeres. La ciudad tenía una edad media de 32,4 años, 2,5 años por debajo de la media nacional de 35,9. El 20,3% de la población tenía menos de 15 años, el 36% tenía entre 15 y 24,9 años, y el 11,6% tenía más de 65 años.
El 71,4% de la población era de etnia europea, el 15,4% maorí, el 12,5% neozelandesa, el 7,4% asiática, el 3,7% isleños del Pacífico, el 1,1% de Oriente Medio/Latinoamérica/África, y el 0,05% de otra etnia.